# Cristo burlado
Cristo burlado es una obra pictórica de Cimabue. Se cree que forma parte de su díptico de la devoción. En la tabla se representa a Jesucristo durante una de las escenas de su pasión.
El cuadro lo tenía una señora nonagenaria francesa entre la cocina y el salón de su casa  de Compiègne, cerca de París. En 2019, decidió tasarlo y subastarlo, descubriendo que se trataba de un auténtico Cimabue, por el que se batió un nuevo récord en subasta de una obra anterior a 1500 sacando 24,18 millones de € el 27 de octubre de 2019.